# Biblioteka Narodowa Kenii
Biblioteka Narodowa Kenii (ang. Kenya National Library Service (KNLS)) – biblioteka narodowa Kenii, która powstała w 1965 roku.

## Historia
Zarząd Kenya National Library Service został powołany w kwietniu 1965 roku na mocy ustawy The Kenya National Library Service Board Act. Bibliotekę otwarto w 1969 roku w Nairobi. Obecnie (2023) podlega on Ministerstwu Sportu, Kultury i Dziedzictwa Narodowego. Podczas otwarcia nowego budynku w 2020 roku prezydent zapowiedział utworzenie biblioteki cyfrowej z 15 milionami zdigitalizowanych książek. Uruchomiono ją w lipcu 2023 roku udostępniając 200 tysięcy e-booków.
Bibliotece narodowej podlega sieć bibliotek publicznych licząca 64 oddziały.

## Zbiory
Zgodnie z ustawą z 1987 roku każdy wydawca ma obowiązek w ciągu 14 dni od momentu wydania przekazać do Kenya National Library Service 2 egzemplarze wydawnictw (książek, czasopism, map, nut itp.). Zbiory biblioteki liczyły w 2017 roku 1,4 miliona woluminów.

## Budynek
Biblioteka rozpoczęła działalność w 1969 roku w drewnianym budynku obok miejscowego więzienia. W 1974 roku przeniosła się do specjalnie dla niej wybudowanego budynku. 
W 2012 roku rozpoczęto budowę nowej siedziby biblioteki planując oddanie budynku w 2017 roku. Koszt budowy miał wynieść 2 miliardy szylingów. W trakcie budowy wprowadzono zmiany, które spowodowały wzrost kosztów o 836 milionów, a termin zakończenia budowy przesunięto na sierpień 2020 roku. Budynek zaprojektowała lokalna firma Aaki Consultants. Część główna to 5 piętrowy budynek w którym umieszczono: galerię, czytelnie i administrację biblioteki. W trzech okrągłych budynkach na wzór lokalnych bębnów umieszczono teatr dla dzieci, audytorium i bibliotekę e-bookami
Otwarcie biblioteki w nowym budynku miało miejsce w listopadzie 2020 roku z udziałem prezydenta Uhuru Kenyatty.  Budynek nazwano Maktaba Kuu, co w języku kiswahili oznacza biblioteka główna. Znalazły się w nim: teatr dla dzieci z 300 miejscami, 50 miejscowa sekcja dla seniorów, cztery czytelnie, zbiory dla osób niepełnosprawnych i galeria. Wnętrze zdobią rzeźby i malowidła. Przy wejściu umieszczono rzeźby znanych Kenijczyków: Ngũgĩ wa Thiong’o, Wangari Maathai, Mekatilili wa Menza, Koitalel arap Samoei. 